# 4'-アミノプロピオフェノン
4′-アミノプロピオフェノン (4'-Aminopropiophenone, para-aminopropiophenone, PAPP) は毒性が非常に高く、物理的接触や煙の吸入によって薬傷や死に至る可能性がある化合物である。

## 解説
PAPP の毒性は血中のヘモグロビンに対する作用が原因である。酸素を運搬するヘモグロビンが、酸素を輸送する能力がないメトヘモグロビンに急速に変換されることによって (亜硝酸塩中毒と同様) メトヘモグロビン血症を発症し、細胞呼吸の阻害による低酸素症から、昏睡、および死に至る事が有る。
PAPP は、1980 年代初頭に米国で野生動物防除剤の候補として、デンバー野生生物研究センターで初めて評価されたが、実用的な技術の開発には至らなかった。 1990年代から当時のビクトリア動物科学研究所（オーストラリア）の科学者たちは、PAPPが外来種である野生化した猫やアカギツネを防除するための即効性のある人道的な手段として利用できることを初めて実証した。
野生動物防除に用いられる最も一般的に使用される毒物（フルオロ酢酸ナトリウムまたは「1080」）は人道的な観点から問題がある。フルオロ酢酸ナトリウムは中毒を治療するための解毒剤が存在しないため、偶発的な事故による中毒に対する対応策がない。一方で解毒剤が存在するPAPPは、動物福祉の観点からも魅力的であった 。ただし、摂取してから死亡するまでの時間は短いため、解毒剤をできるだけ早く投与することが重要である。現在までに確実に効果があることが証明されている唯一の解毒剤治療は、静脈注射によるものである。
研究者らはまた、猫に特有の歯列の構造と採餌戦略を利用した専用のカプセルにPAPPを入れて猫の餌に混ぜることで、猫以外の動物が餌を摂取したとしてもPAPPへの曝露を大幅に低減できる可能性があることを発見した。これは、「キュリオシティ」として知られる野生化した猫の防除餌開発に採用された重要な機能である。
当初、ニュージーランドの研究者はビクトリア州の科学者と協力して、PAPP と外来捕食者への餌付け技術を独自に開発した。初期にはPAPPは鳥よりも哺乳類に対してはるかに有毒であるという特徴から、オコジョ、イタチ、野生化した猫を駆除するために2011年にニュージーランドで使用登録された。PAPPはさらに研究が進んでおり、オーストラリアでは野生化した猫、アカギツネ、野犬に使用されている。ニュージーランドでは、低濃度のPAPPによってオコジョの防除を行っているが、この濃度では耐性の強い外来種であるポッサムやラットにとって致死的ではない。ニュージーランドでは、ペースト状または新鮮なひき肉での使用が承認されているため、集中的な地上防除の一環としてのみ効果的なオコジョ防除が可能となっている。環境中に残留物を残さないことから、環境汚染の可能性は低いと考えられている。現段階では、ペースト製剤を使用すると、標的以外の生物を誤って殺すリスクは許容範囲内に低いと考えられているが、より最近の評価では、一部の鳥は以前に予想されていたよりも PAPP の影響を受けやすいと言う報告もある。